# Xestia triphaenoides
Xestia triphaenoides är en fjärilsart som beskrevs av Charles Boursin 1948. Xestia triphaenoides ingår i släktet Xestia och familjen nattflyn. Inga underarter finns listade i Catalogue of Life.